# Fourques-sur-Garonne
Fourques-sur-Garonne é uma comuna francesa na região administrativa da Nova Aquitânia, no departamento Lot-et-Garonne. Estende-se por uma área de 14,02 km². Em 2010 a comuna tinha 1 345 habitantes (densidade: 95,9 hab./km²).